# Meridiano 100 E
O meridiano 100 E é um meridiano que, partindo do Polo Norte, atravessa o Oceano Ártico, Ásia, Oceano Índico, Oceano Antártico, Antártida e chega ao Polo Sul. Forma um círculo máximo com o Meridiano 80 W.
Começando no Polo Norte, o meridiano 100 Este tem os seguintes cruzamentos:
| País, território ou mar | Notas                                                                  |
| ----------------------- | ---------------------------------------------------------------------- |
| Oceano Ártico           |                                                                        |
| Mar de Laptev           |                                                                        |
| Rússia                  | Krai de Krasnoyarsk - Ilha da Revolução de Outubro                     |
| Mar de Kara             |                                                                        |
| Rússia                  | Krai de Krasnoyarsk - Ilha Bolchevique                                 |
| Mar de Kara             |                                                                        |
| Rússia                  | Krai de Krasnoyarsk Oblast de Irkutsk Buriácia                         |
| Mongólia                |                                                                        |
| China                   | Mongólia Interior Gansu Mongólia Interior Gansu Qinghai Sichuan Yunnan |
| Myanmar (Birmânia)      |                                                                        |
| Tailândia               |                                                                        |
| Golfo da Tailândia      |                                                                        |
| Tailândia               | Ilhas Ko Pha Ngan e Ko Samui, e Península Malaia                       |
| Estreito de Malaca      | Passa a oeste da Ilha Penang, Malásia                                  |
| Indonésia               | Ilhas de Samatra e Pagai Norte                                         |
| Oceano Índico           |                                                                        |
| Oceano Antártico        |                                                                        |
| Antártida               | Território Antártico Australiano, reclamado pela Austrália             |